# Olimpo AO
Olimpo AO, también conocido como "OAO", es un videojuego de rol en línea multijugador masivo disponible para los sistemas operativos Windows. Fue desarrollado en el año 2013 como una modificación del videojuego Argentum Online. Inicialmente poseía muchos elementos del mismo, pero desde la versión 1.1.5 de Olimpo AO, el motor gráfico y la plataforma del servidor no son las mismas que las originales. La versión más reciente es la 1.1.5 "La conquista de Troya".
La acción se desarrolla en un mundo de ficción virtual donde se adopta el papel de un personaje determinado que interactúa con otros personajes, ya sean jugadores en línea o personajes no jugadores (o NPC, comúnmente llamado en el juego). Todas las interacciones se desarrollan en un ambiente fantástico como en un juego de rol.

## Desarrollo o sistema de juego
Desde el inicio del juego, cada personaje posee una raza que determina su forma física y una clase que determina en qué se destaca dentro del juego. A lo largo del juego, el personaje de cada jugador aprende habilidades que determinarán cuán exitoso (o no) será en su oficio. Los dos primeros atributos (raza y clase) son escogidas por el jugador al crear su personaje. El atributo de habilidades depende principalmente de la experiencia durante el juego y viene profundamente marcado por la forma de jugar y las preferencias de cada jugador.

## Razas
El mundo virtual del OAO está poblado por personajes de jugadores de distintas razas. Cada una de ellas, presenta defectos y virtudes. Al inicio del juego, al crear un personaje nuevo, el jugador tiene la posibilidad de elegir la raza de su personaje (humano, elfo, elfo oscuro, enano y gnomo) en función de sus expectativas y preferencias.
- Datos: Q16913231